# Acta Sanctorum
Gli Acta Sanctorum (in italiano Atti dei santi) costituiscono una raccolta di documenti relativi ai santi della Chiesa avviata, nel suo nucleo primigenio, dall'erudito belga Jean Bolland (1596-1665) S.J. e poi proseguita da altri padri gesuiti, che ne composero l'originaria struttura (per la loro opera sono stati chiamati bollandisti). La raccolta rappresenta una vasta collezione di fonti sui santi articolate in base al calendario liturgico.

## Storia
L'opera nasce nel contesto della polemica con gli ambienti protestanti, per giustificare (e comprovare storicamente) il culto dei santi agli occhi del critico mondo riformatore. I primi volumi dell'opera furono pubblicati nel 1643 ad Anversa; la loro edizione è proseguita per i secoli successivi fino al Novecento. Il metodo dei bollandisti venne sottoposto a dure critiche in ambito cattolico e alcuni volumi della monumentale collezione, a cavallo tra Seicento e il Settecento, vennero posti all'indice. La redazione subì numerosi ostacoli, compresi quelli connessi alla soppressione della Compagnia di Gesù nel 1773 e all'invasione napoleonica del Belgio nel 1792. Nel corso dei secoli la redazione è stata via via attribuita a diversi padri responsabili, affermati studiosi nel campo dell'agiografia.

## Descrizione
L'opera è articolata in monografie, ordinate in base ai mesi e ai giorni dell'anno sotto il giorno in cui il santo è celebrato. Ciascuna voce riporta una biografia, la storia del culto ed una parte dedicata alle fonti letterarie; queste ultime sono sottoposte a un rigido vaglio filologico. La collezione è accompagnata da altre pubblicazioni, come gli Analecta Bollandiana, la Bibliotheca Hagiographica Orientalis e da repertori bibliografici come la Bibliotheca Hagiographica Graeca e la Bibliotheca Hagiographica Latina, organizzate in ordine alfabetico per santo.